# Curah Rejo
Curah Rejo is een bestuurslaag in het regentschap Pasuruan van de provincie Oost-Java, Indonesië. Curah Rejo telt 2658 inwoners (volkstelling 2010).